# Laville PS-89
Il Laville PS-89, conosciuto inizialmente anche come ZIG-1, fu un aereo di linea prodotto in piccola quantità in Unione Sovietica nel corso degli anni trenta. Fu utilizzato prevalentemente dall'Aeroflot per collegamenti di linea fino allo scoppio della seconda guerra mondiale.
Il suo nome è dovuto a quello del suo progettista, l'ingegnere francese André Laville, mentre la sigla "PS" indica «Aereo Passeggeri» (in russo Пассажирский Самолёт?, Passažirskij Samolët) ed il numero "89" l'identificativo della fabbrica di costruzione. La denominazione iniziale "ZIG-1" si riferisce invece al fatto che fu il primo velivolo costruito nella fabbrica dedicata ad Abram Zinov’evič Gol’cman, figura rilevante all'interno del Partito Comunista dell'Unione Sovietica, deceduto in un incidente aereo mentre viaggiava a bordo di un Tupolev ANT-7 il 5 settembre del 1933.

## Storia del progetto
L'origine del progetto del PS-89 viene collegata alla considerevole impressione suscitata sulle autorità sovietiche dalle prestazioni del Dewoitine D.332, osservato all'opera durante una visita di una delegazione governativa francese guidata dal ministro dell'aviazione Pierre Cot; in particolare il trimotore francese stupì per la propria velocità, più elevata rispetto a quella dei caccia Polikarpov I-5 che lo scortarono nei cieli sovietici fino all'aeroporto di Mosca a metà settembre del 1933.
L'interesse suscitato dal D.332 si tradusse nella richiesta di realizzare un nuovo aereo da trasporto, capace di trasportare dodici passeggeri, rivolta sia allo TsAGI che al GosNII GA; nel primo caso il gruppo di lavoro guidato da Aleksandr Aleksandrovič Archangel'skij sotto la supervisione di Andrej Nikolaevič Tupolev avrebbe dato vita al Tupolev ANT-35.
Il lavoro di Henry Laville fu organizzato nell'impianto industriale statale (GAZ) numero 89 e portò alla costruzione di un prototipo all'inizio del 1935 che, però, fu completato sotto la guida dell'ingegnere A.V. Kulev in quanto nel frattempo Laville era stato sollevato dal proprio incarico.
Portato in volo nella primavera del 1935, lo ZIG-1 affrontò in modo soddisfacente i primi test, tuttavia il 29 novembre (nel corso di un test per la misurazione della velocità massima a bassa quota) l'impennaggio collassò e l'aereo si schiantò al suolo causando la morte dei due piloti e dell'ingegner Kulev. La causa del cedimento fu attribuita a buffeting e all'errata esecuzione della rivettatura.
Il lavoro di costruzione di un secondo prototipo fu affidato all'ingegner P.I. Eberzin e i test di accettazione furono svolti a Mosca tra febbraio e marzo del 1937. Il pilota che condusse i test riportò impressioni poco lusinghiere circa la confortevolezza della cabina di pilotaggio, a suo dire angusta e dotata di vetri frontali troppo piccoli, ma tali considerazioni furono attribuite al fatto che il pilota stesso aveva precedentemente avuto occasione di visionare il Douglas DC-3. Furono riscontrati problemi di stabilità dinamica longitudinale che indussero le autorità ad autorizzare la costruzione in serie del PS-89, ma a porre limiti al suo impiego operativo: non dovevano essere caricati oltre 10 passeggeri ed il volo non avrebbe potuto aver inizio in condizioni meteorologiche sfavorevoli.

## Tecnica
Se non indicato diversamente i dati sono tratti da "ПС-89(ЗИГ-1)", in "www.airwar.ru".
Lo ZIG-1 era un monoplano ad ala bassa, dalla struttura interamente metallica; era caratterizzato da cabina di pilotaggio completamente chiusa e carrello d'atterraggio fisso e completamente avvolto dall'ampia carenatura a pantalone. L'ala era a sbalzo con rivestimento completamente liscio e rivettatura svasata; l'impennaggio era monoplano ma presentava il piano orizzontale controventato all'estradosso.
L'aereo era motorizzato con due M-17, motore 12 cilindri a V raffreddato a liquido in grado di sviluppare la potenza di 500 CV (367,75 kW) ciascuno; le eliche erano bipala. I serbatoi di carburante, dalla capacità complessiva di 1 890 litri, erano alloggiati in fusoliera.
La cabina di pilotaggio ospitava i due piloti, unici membri dell'equipaggio; i passeggeri erano alloggiati in due diversi compartimenti di cui il prima (da quattro posti) era caratterizzato da un singolo oblò, ma di maggiore superficie, ed era considerato di livello superiore. Le cabine erano rivestite di materiale fonoassorbente ed erano dotate di impianto di ventilazione e riscaldamento.

## Impiego operativo
Malgrado i limiti evidenziati e le restrizioni operative imposte, furono sette i PS-89 costruiti in serie; gli aerei furono assegnati alla Flotta Aerea Civile e messi in servizio sia su linee internazionali (due, con matricole URSS-M128 e URSS-M130), sia su collegamenti interni (USSR-L2139, USSR-L2140, USSR-L2141, USSR-L2142, USSR-L2146). Almeno tre esemplari erano ancora nell'inventario della flotta civile al 1º gennaio del 1943.
L'impiego sulle rotte civili fu affiancato da compiti militari, in quanto il PS-89 figura tra i velivoli da trasporto utilizzati nel corso della guerra d'inverno.
Il secondo prototipo del PS-89 risulta tra i velivoli preparati per le operazioni di ricerca di Sigizmund Aleksandrovič Levanevskij e degli altri cinque membri dell'equipaggio, dispersi nel corso del volo intrapreso da Mosca verso Fairbanks a bordo del loro Bolkhovitinov DB-A il 13 agosto del 1937.

### Annotazioni
1. ↑  In russo «Завод Имени Гольцман», traslitterato «Zavod Imeni Gol'cman»
2. ↑  In russo «ГосНИИ ГА», sigla di «Государственный научно-исследовательский институт гражданской авиации» (traslitterato «Gosudarstvennyj naučno-issledovatel’skij institut graždanskoj aviacii») cioè «Istituto di ricerca scientifica statale dell'aviazione civile»
3. ↑  Dal russo «Государственный Авиационный Завод», «Gosudarstvenn'ij Aviatsionn’ij Zavod» cioè «Fabbrica Aeronautica di Stato».
4. ↑  In russo «Научно-Исследовательский Институт Гражданнсково Воздушново Флота (НИИ ГВФ)», traslitterato «Naučno-Issledovatel’skij Institut Graždannskovo Vozdušnovo Flota (NII GVF)».

### Fonti
1. 1 2 3 4 5 6 7  ПС-89(ЗИГ-1), in "www.airwar.ru".
2. ↑  The French Air Minister's Tour, in "Flight".